# تپه ولازجرد
تپه ولازجرد مربوط به دوران‌های تاریخی پس از اسلام است و در شهرستان تاکستان، روستای ولازجرد واقع شده و این اثر در تاریخ ۲۵ اسفند ۱۳۷۸ با شمارهٔ ثبت ۲۶۲۷ به‌عنوان یکی از آثار ملی ایران به ثبت رسیده است.